# Ribeirão do Alegre
Ribeirão do Alegre är ett vattendrag i Brasilien.   Det ligger i delstaten São Paulo, i den södra delen av landet, 800 km söder om huvudstaden Brasília.
Omgivningarna runt Ribeirão do Alegre är huvudsakligen savann. Runt Ribeirão do Alegre är det ganska glesbefolkat, med 43 invånare per kvadratkilometer.